# Равалакот
Равалакот (англ. Rawalakot) — город в пакистанской территории Азад-Кашмир, административный центр округа Пунч.
Город сильно пострадал от землетрясения в Кашмире в 2005 году, 1 025 человек погибло, ещё 1 909 пострадали.

## Географическое положение
Город расположен недалеко от границы с Индией, высота над уровнем моря составляет 1730 метров.

## Транспорт
В Равалакоте есть аэропорт.